# Myrtillocactus geometrizans
A Myrtillocactus geometrizans (Cereus geometrizans) a kaktuszok Myrtillocactus nemzetségének legismertebb faja; az egyik legismertebb oszlopkaktusz. Egyes rendszerezők szerint ez a nemzetség egyetlen faja, aminek a többiek csak alfajai.

## Elterjedése
A kaktusz Mexikó középső és északkeleti vidékein honos a következő államok területén: San Luis Potosí, Tamaulipas, Oaxaca, Hidalgo, Puebla, Querétaro, Tlaxcala és Veracruz.

## Jellemzői
Szerteágazó fa vagy cserje. 5-7 bordára tagolt, kékeszöld, viszonylag vékony, csak kevéssé tövises ágai többnyire felállóak. Areoláin 5–8 rövid peremtövis és egy hosszabb középtövis nő. A kékes bevonat különösen magoncain és fiatal hajtásain szembeötlő.
Nappal nyíló virágai kicsik, többesével (< 9) fejlődnek az areolákon.
Apró, sötét bogyótermése a fekete áfonyáéra (Vaccinium myrtillus) emlékeztet.

## Életmódja
Gyorsan növő faj. A kevésbé vitális (például klorofillhiányos) kaktuszfajok, változatok oltásához alanynak kitűnő.
Nagyon fagyérzékeny.
Tizenöt éves kora körül fordul termőre.